# 130128 Tarafisher
130128 Tarafisher è un asteroide della fascia principale. Scoperto nel 1999, presenta un'orbita caratterizzata da un semiasse maggiore pari a 3,0612863 UA e da un'eccentricità di 0,1134139, inclinata di 10,55928° rispetto all'eclittica.